# Овсянников, Василий Иванович
Василий Иванович Овсянников (1 февраля 1939, пос. Цементный, Кировградский район, Свердловская область — 9 февраля 2004, Магнитогорск, Челябинская область) — советский хозяйственный, государственный и политический деятель, Герой Социалистического Труда (1977), почётный гражданин Магнитогорска.

## Биография
Родился 1 февраля 1939 года в посёлке Цементном Кировградского района (ныне Невьянский район) Свердловской области.
Член КПСС.
С 1959 года — на хозяйственной, общественной и политической работе. В 1959—1999 гг. — оператор по выдаче слитков, оператор вспомогательных постов, машинист-оператор главного поста в обжимном цехе, старший оператор главного поста прокатного стана Магнитогорского металлургического комбината имени В. И. Ленина Министерства чёрной металлургии СССР, лучший оператор в отрасли по итогам Всесоюзного соревнования 1967 года.
Указом Президиума Верховного Совета СССР от 12 мая 1977 года присвоено звание Героя Социалистического Труда с вручением ордена Ленина и золотой медали «Серп и Молот».
Избирался депутатом Верховного Совета РСФСР 10-го созыва. Почётный гражданин Магнитогорска.
Скончался 9 февраля 2004 года. Похоронен на Правобережном кладбище Магнитогорска